# Dipsomyia spinifera
Dipsomyia spinifera är en tvåvingeart som beskrevs av Mario Bezzi 1909. Dipsomyia spinifera ingår i släktet Dipsomyia och familjen dansflugor. Inga underarter finns listade i Catalogue of Life.